# 出石藩
出石藩（いずしはん）は、但馬国に存在した藩。藩庁は出石城（兵庫県豊岡市出石町）。

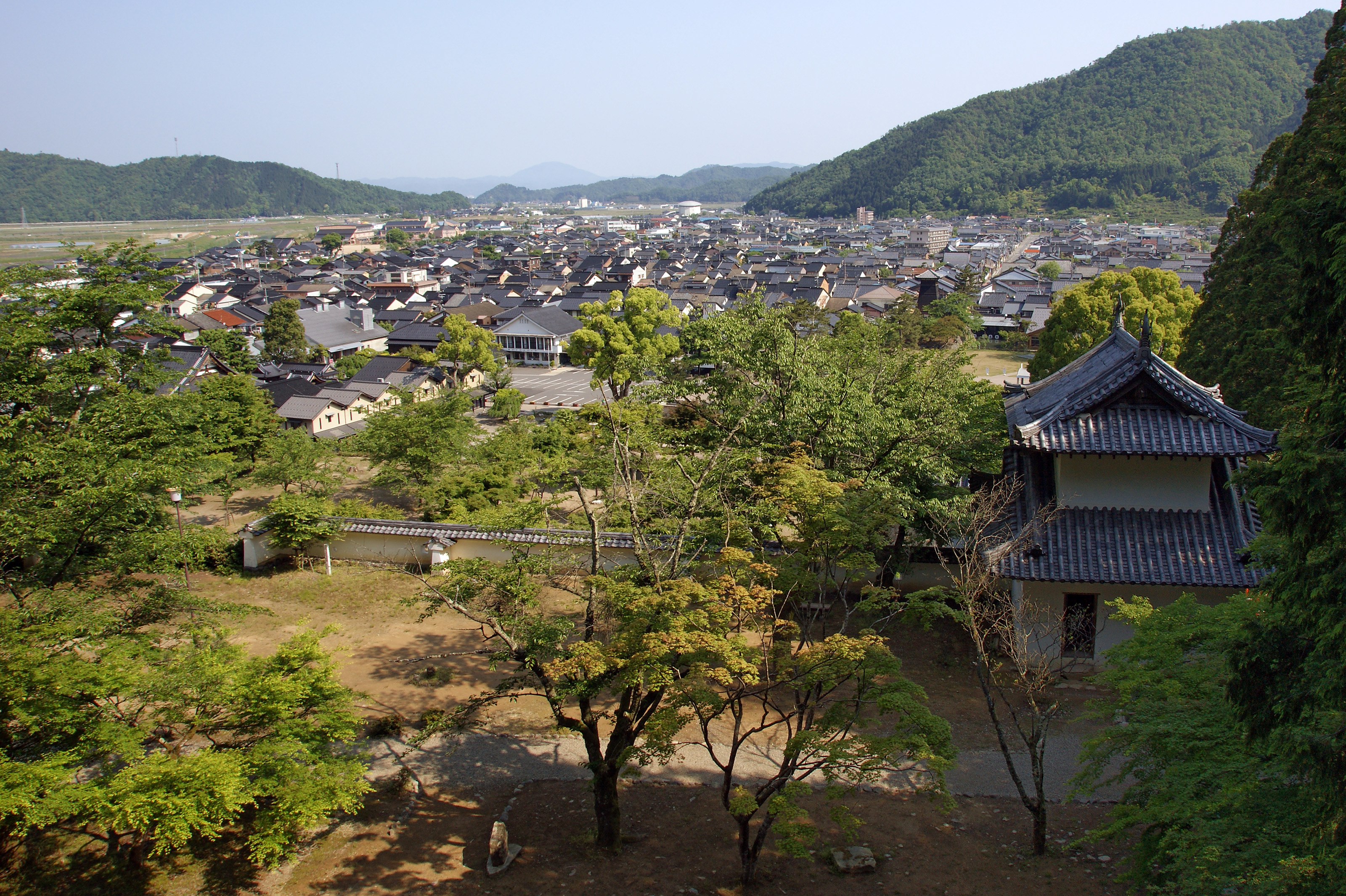
出石城本丸から城下町を俯瞰

## 藩史
慶長5年（1600年）の関ヶ原の戦いのとき、小出吉政は父の小出秀政と共に西軍に与して丹後国田辺城を攻撃したが、吉政の弟・小出秀家が東軍に属して関ヶ原本戦にて活躍した功績により戦後、徳川家康から6万石の所領を安堵された。
慶長9年（1604年）の秀政の死後、小出吉政は和泉国岸和田藩に移封され、代わって出石領は吉政の嫡男・吉英が領した。その後、吉英は吉政の跡を継いで岸和田領を継ぐことになり、出石は吉英の弟・吉親が継ぐこととなる。いわばこのとき、小出家は岸和田と出石の両家に分かれたと見るべきである。
しかし元和5年（1619年）、岸和田領を継いでいた吉英が、5万石にて出石に移されることとなり、これに伴い弟の吉親は丹波国園部へ移封され、園部藩を立藩する。結果、吉英は再び出石藩主になった。
その後、但馬出石の小出家は藩主の早世が相次ぎ、第9代藩主・英及が元禄9年（1696年）に3歳で死去すると無嗣断絶となった。
その後を受けて松平忠周が4万8000石で入ったが、宝永3年（1706年）に信濃国上田藩へ移封された。
入れ替わりに信濃国上田藩より仙石政明が入り、仙石氏の支配で明治時代にまで至った。明治4年（1871年）、廃藩置県により出石県となる。その後、豊岡県を経て兵庫県に編入された。

## 歴代藩主

### 小出家
外様 6万石→5万石 （1600年 - 1696年）
1. 吉政（よしまさ）〔従四位下、信濃守〕　和泉国岸和田藩へ移封
2. 吉英（よしふさ）〔従五位下、大和守〕　岸和田藩を継承
3. 吉親（よしちか）〔従四位下、信濃守〕　丹波国園部藩へ移封
4. 吉英（よしふさ）〔従五位下、大和守〕　岸和田藩より5万石で再封
5. 吉重（よししげ）〔従五位下、修理亮〕
6. 英安（ふさやす）〔従五位下、備前守〕
7. 英益（ふさえき）〔従五位下、大和守〕
8. 英長（ふさなが）〔従五位下、播磨守〕
9. 英及（ふさつぐ）〔夭折のため官位官職なし〕

### 松平〔藤井〕家
譜代 4万8000石 （1696年 - 1706年）
1. 忠周（ただちか）〔従四位下、伊賀守・侍従〕

### 仙石家
外様 5万8000石→3万石 （1706年 - 1871年）
1. 政明（まさあきら）〔従五位下、越前守〕
2. 政房（まさふさ）〔従五位下、信濃守　寺社奉行〕
3. 政辰（まさとき）〔従五位下、越前守〕
4. 久行（ひさゆき）〔従五位下、刑部少輔〕
5. 久道（ひさみち）〔従五位下、越前守〕
6. 政美（まさよし）〔従五位下、越前守〕
7. 久利（ひさとし）〔従五位下、越前守〕　仙石騒動により3万石
8. 政固（まさかた）〔従五位下、越前守。従二位、子爵〕

### 重臣
- 仙石式部家
仙石久治－政治－政時＝政友－久次－久成＝久長（政友三男久友の長男）－久寿
- 仙石主計家
仙石政忠（式部家初代久治次男）－久貞－久敬－久賢－久恒－久照－久親

## 幕末の領地
- 但馬国
  - 養父郡のうち - 9村
  - 気多郡のうち - 5村
  - 美含郡のうち - 27村
  - 出石郡のうち - 76村

「旧高旧領取調帳」では但馬国に空欄が多いため、詳細は不明である。上記は記載分のみ。